# Сарыбулак (Каратальский район)
Сарыбулак (каз. Сарыбұлақ) — село в Каратальском районе Жетысуской области Казахстана. Входит в состав Ельтайского сельского округа. Код КАТО — 195035400.

## Население
В 1999 году население села составляло 266 человек (126 мужчин и 140 женщин). По данным переписи 2009 года, в селе проживали 293 человека (143 мужчины и 150 женщин).